# 大島正泰
大島 正泰（おおしま まさやす、1919年（大正8年）9月20日 - 2012年（平成24年）6月15日）は、日本のピアニスト、音楽教育者。桐朋学園大学音楽学部名誉教授。

## 経歴
台湾台北市において、動物学者の父・大島正満と、東京音楽学校卒の母・イマコの五男として生まれる。
1940年（昭和15年）東京音楽学校予科を経て本科器楽科卒業。1942年（昭和17年）同校研究科修了。田中規矩士、レオ・シロタ、井口基成に師事。
1947年（昭和22年）フェリス女学院（当時の校名は「横浜山手女学院」と変えられていたが、1950年（昭和25年）に「フェリス女学院」に戻される）専門学校音楽科創設と共にピアノ講師となる。生徒はたったの7名であったが、当時の講師陣は、1941年（昭和16年）に着任していた三宅洋一郎のほか、新たに大島、作曲家の團伊玖磨、音楽評論家の寺西春雄、声楽家の藤井典明が名を連ねていた。1951年（昭和26年）フェリス女学院短期大学音楽科設置とともに専任助教授に就任。1955年（昭和30年）に専任教授就任。
1953年（昭和28年）に桐朋学園高等学校音楽科兼任講師となる。1956年（昭和31年）に桐朋学園短期大学が創設される。1961年（昭和36年）桐朋学園大学音楽学部発足とともに同校のピアノ科専任教授に就任。
1961年（昭和36年）フルブライト研究員としてワシントン大学、ジュリアード音楽院へ研修のため渡米。
帰国後、桐朋学園大学音楽学部ピアノ科主任教授、及び大学音楽学部長を務める。
演奏面では、独奏とともに、室内楽や歌曲の伴奏で高く評価されている。1947年（昭和22年）から1953年（昭和28年）頃まで全国各地の木下保独唱会においてピアニストを務めた。
音楽教育の面での貢献が著しく、幾多の名ピアニストを育てたことで知られる。門下生には、奈良場恒美、田代純子、山田敏裕、古髙晋一、井出よし江、有森直樹、日置寿美子、河井忍、高橋成太、山本貴志、諏訪まりか、浅賀優子、野村浩子、三神奈理、山根陽一、早川恵美、深川美奈、岡田美和、黒木由香、鵜生川育実、佐々木秋子、土橋道子、清水美左子、渡辺眞知子、小口希代子、草間美也子、菊池質子、尾嶋和子、吉野由美、外川陽子、村西則美、安藤友侯、白石隆生、増山歌子、平岩祥子、河瀬純、酒井稚左、佐々木洋子、香川正人、余村聡二郎、中川佳彦、小池久美子、押川珠里、樋口五葉、徳重博子、吉田晴子、飛永（佐藤）美保子、練木繁夫、志茂征彦、津嶋啓一、坂本雅美、西原直子、庭野佐知子、松永三恵子、越加奈恵、草野政眞、石田桃子、白井和子、深沢雅美、渡辺浩子、土屋律子、畠千春、岡部由美子、小川芳子、須永多惠子、根本美江、赤塚伸子、鵜塚一子、谷あや、福原香織などがいる。
ジェラルド・ムーア『歌手と伴奏者』等の翻訳や、バーナム、トンプソンのピアノ教則本の翻訳・監修も務めている。
日本音楽コンクールの審査委員長を長く務め、また日本ピアノ教育連盟の設立に貢献している。
2012年（平成24年）6月15日逝去。92歳没。逝去時、桐朋学園大学音楽学部名誉教授。

## 家族
- 祖父は宗教家・教育者・言語学者で札幌農学校（現在の北海道大学）の第1期生であった大島正健[2]。
- 父は動物学者の大島正満[2]。
- 正満の妹で叔母の野尻麗は正満の神奈川県立第一中学校の同窓生であった野尻抱影の妻[76][77]。
- 兄は早逝した歴史学者で東北帝国大学法文学部副手であった大島正隆[6]。
- 弟（正満の八男）は医学者で横浜市立大学医学部名誉教授の大島智夫[2]。
- 妻は音楽教育者で、柳兼子の唯一の内弟子だったと言われる[78]ピアニストの大島久子[2]。
- 長女はスイスのベルン在住で、バーゼル音楽アカデミー（大学）で教鞭を執った後、現在はベルン音楽院で後進の指導にあたっているピアニストの大島妙子[6][79]。
- 娘婿はハンガリー出身のチェリストで1997年（平成9年）の映画『タイタニック』に出演したフェレンツ・セドラーク[6]。

## 翻訳・監修
- 歌手と伴奏者 単行本 ジェラルド・ムーア (著)、大島 正泰 (翻訳) 1960 音楽之友社
- 伴奏者の発言 単行本 ジェラルド・ムーア (著)、大島 正泰 (翻訳) 1970/3/1 音楽之友社 ISBN 978-4276203464
- バーナムピアノテクニック（ミニブック）楽譜 全音楽譜出版社 2012/12/18 ISBN 978-4111770090
- バーナムピアノテクニック (導入書) 楽譜 全音楽譜出版社 2012/11/21 ISBN 978-4111770106
- バーナムピアノテクニック (1) 楽譜 全音楽譜出版社 2019/7/30 ISBN 978-4111770113
- バーナムピアノテクニック (2) 楽譜 全音楽譜出版社 2013/1/12 ISBN 978-4111770120
- バーナムピアノテクニック (3) 楽譜 全音楽譜出版社 2013/2/27 ISBN 978-4111770137
- バーナムピアノテクニック (4) 楽譜 全音楽譜出版社 2019/10/4 ISBN 978-4111770144
- バーナム ピアノテクニック 全調の練習 (改訂版) 楽譜 全音楽譜出版社 2019/7/18 ISBN 978-4111770151
- トンプソン現代ピアノ教本 (1) 楽譜 全音楽譜出版社 2014/10/7 ISBN 978-4111779314
- トンプソン現代ピアノ教本 (2) 楽譜 全音楽譜出版社 2014/1/20 ISBN 978-4111779321
- トンプソン現代ピアノ教本 (3) 楽譜 全音楽譜出版社 2015/10/14 ISBN 978-4111779338
- トンプソン現代ピアノ教本 (4) 楽譜 全音楽譜出版社 1998/12/10 ISBN 978-4111779345
- トンプソン現代ピアノ教本 (5) 楽譜 全音楽譜出版社 1998/12/10 ISBN 978-4111779352
- トンプソン小さな手のためのピアノ教本 楽譜 全音楽譜出版社 2008/5/31 ISBN 978-4111779109
- トンプソン小さな手のための合奏教本 楽譜 全音楽譜出版社 2009/4/24 ISBN 978-4111779208

## 主なディスコグラフィー
- 獨唱: 私の母はウィーン子だよ 田中路子、大島正泰 (ピアノ) (コロムビア、商品番号 : B372_2215026)[80]
- ラ・スパニョラ 堀内敬三∥訳詞、キアラ (作曲)、大谷洌子 (ソプラノ)、大島正泰 (ピアノ) (ビクター、商品番号 : AE-217)[80]
- ビクター音樂文庫: 魔王 大木惇夫 (譯詞) (作詞)、伊藤武雄 (譯詞) (作詞)、シューベルト (作曲)、四家文子 (アルト獨唱)、大島正泰 (ピアノ) (VICTOR、商品番号 : H-7003)[80]
- 獨唱: 中國地方の子守唄 山田耕筰 (作曲)、田中路子、大島正泰 (ピアノ)、加賀正治 (フルート) (Columbia、商品番号 : B370)[80]
- 獨唱: 愛の喜び マルテイーニ (作曲)、田中路子、大島正泰 (ピアノ) (Columbia、商品番号 : B371)[80]
- 獨唱: 箱根八里 (馬子唄) 山田耕筰 (作曲)、田中路子、大島正泰 (ピアノ)、加賀正治 (フルート) (Columbia、商品番号 : B370)[80]
- 木下保の藝術 －信時潔、團伊玖磨 歌曲集－ CD 日本伝統文化振興財団
- 木下保の藝術－SP音源復刻盤－ CD 木下記念日本歌曲研究会／木下記念スタジオ（限定頒布）